# Mercury-P
Mercury-P（ロシア語: Меркурий-П）はロスコスモスによる水星探査計画である。Mercury-PのPはロシア語で着陸を意味するposadkaの頭文字である。

## 概要
当初は理想として2016年から2019年頃に発射する計画もあったが、フォボス・グルントの失敗によりその計画は完全についえてしまった。2012年初頭には2020年代後半に打ち上げるという提案が出され同年8月には2026年に発射する案が出された。
水星は現在どの国も着陸には成功しておらず、太陽系の中では到達は困難と言われている。このミッションでは金星へのフライバイや水星の人工衛星化、水星へのランダーの運搬などを行う。IKIはフォボス・グルントやマルス96で使われる予定だった宇宙機などの機器を再利用し改良できるかを検討している。